# Receptor da manose
O receptor da manose (ou CD206) é um tipo de lectina tipo C presente principalmente na superfície de macrófagos e células dendríticas imaturas, mas também se expressa na superfície de células da pele como os fibroblastos dérmicos humanos e queratinócitos. É o primeiro membro da família de receptores endocíticos que inclui Endo180 (CD280), PLA2R tipo M e DEC-205 (CD205).
Este receptor reconhece resíduos terminais de manose, N-acetilglicosamina e fucose em glicanos ligados a proteínas  que se encontram na superfície dalguns micro-organismos, desempenhando um papel tanto no sistema imunitário inato como no adaptativo. Outras funções que exerce são a eliminação de glicoproteínas da circulação, entre elas hormonas glicoproteicas sulfatadas e glicoproteínas liberadas em resposta a situações patológicas. O receptor da manose é continuamente reciclado entre a membrana plasmática e os compartimentos endossómicos duma maneira dependente da clatrina.

## Estrutura

### Organização dos organismos
O receptor da manose é uma proteína transmembranar do tipo I com um extremo N-terminal extracelular e outra C-terminal intracelular. Sintetiza-se inicialmente na forma dum precursor inactivo, mas é clivado proteoliticamente dando lugar à sua forma activa no complexo de Golgi. A porção extracelular do receptor é composta por 8 domínios de reconhecimento de carboidratos (CDR) consecutivos do tipo C próximos à membrana plasmática, seguidos por um único domínio de repetição de fibronectina de tipo II e um domínio rico em cisteína N-terminal. A cauda citoplasmática não tem capacidade de transdução de sinais em isolamento, uma vez que carece dos motivos apropriados de sinalização.